# 將道彎貝介
將道彎貝介（学名：Loxoconcha jiantao）为彎貝介科彎貝介屬下的一个种。